# Eusébio Corsino de Araújo
Eusébio Corsino de Araújo (* 15. Dezember 1956) ist ein osttimoresischer Politiker und Diplomat.
Bei den Parlamentswahlen in Osttimor 2017 kandidierte Araújo auf der Liste der FRETILIN auf Platz 25 der Ersatzkandidaten. Am 13. Juli 2021 wurde Araújo zum osttimoresischen Botschafter in Kuba vereidigt. Nívio Leite Magalhães löste ihn hier 2024 ab.
Araújo ist der Bruder der ersten Frau vom ehemaligen Präsidenten und Premierminister Xanana Gusmão.